# Replicar Limited

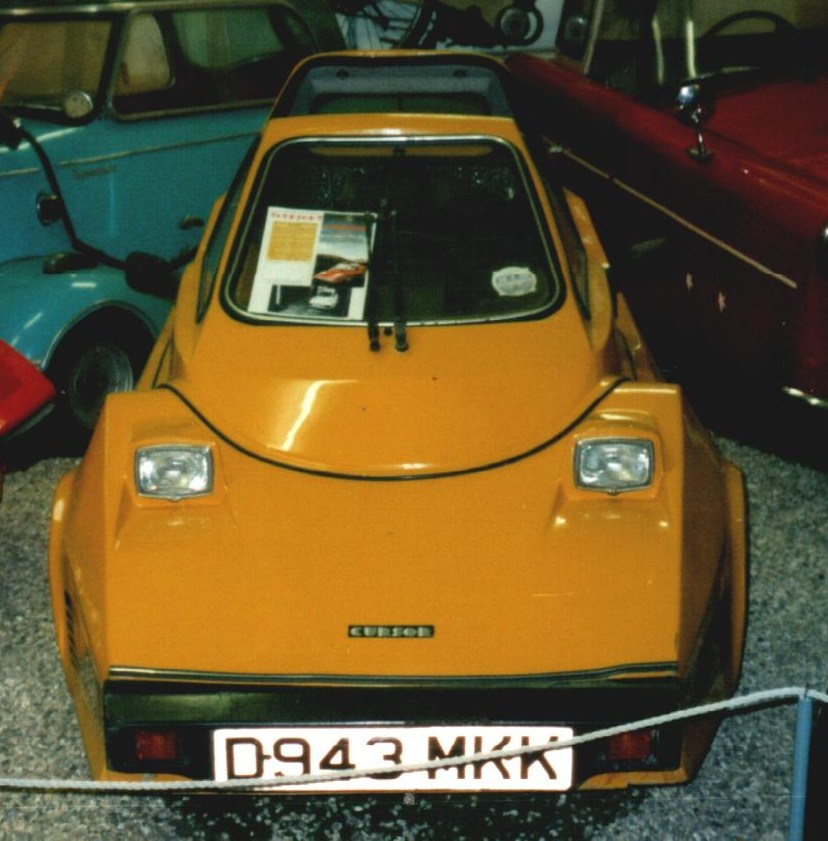
Replicar Cursor von 1986

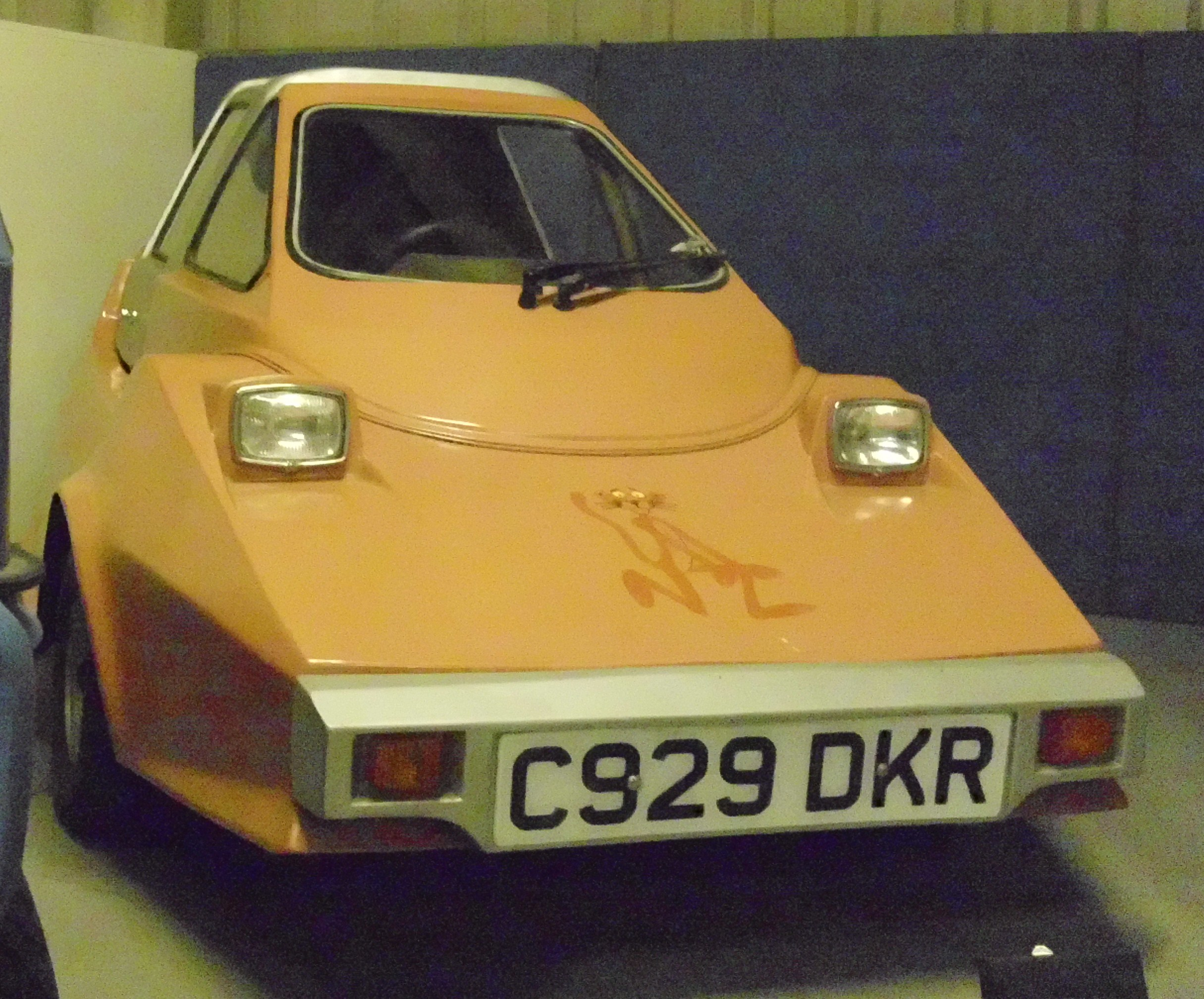
Replicar Cursor

Replicar Limited war ein britischer Hersteller von Automobilen.

## Unternehmensgeschichte
Alan Hatswell gründete 1981 das Unternehmen in Whitstable und begann mit der Produktion von Automobilen. Der Markenname lautete Replicar. Es bestanden Verbindungen zu Keith Sharman & Company und Rawlson Racing Limited. 1996 endete die Produktion.

## Fahrzeuge
Ein Modell war der zwischen 1984 und 1988 angebotene Cursor Micro. Dies war ein Kleinstwagen mit drei Rädern, bei dem sich das einzelne Rad hinten befand. Das Fahrzeug war 284 cm lang, 130 cm breit und wog 160 kg. Es gab einen Einsitzer ohne Türen, der mit einem Einzylindermotor von Suzuki ausgestattet war, und einen Zweisitzer, für den alternativ ein Einbaumotor von Honda verfügbar war. Es entstanden etwa 100 Fahrzeuge.
Außerdem stellte das Unternehmen Nachbildungen klassischer Automobile her. Ein Modell ähnelte dem Bugatti Type 35. Das gekürzte Fahrgestell eines VW Käfer bildete die Basis. Die Karosserie bestand aus Fiberglas. Daneben gab es eine viersitzige Ausführung, die dem Bugatti Type 43 ähnelte.
Eine Nachbildung des Bugatti Type 55 als Roadster basierte auf dem Lieferwagenmodell Leyland Sherpa, wenngleich ein eigener Leiterrahmen zum Einsatz kam. Neben Vierzylindermotoren standen auch Reihen-Sechszylindermotoren zur Wahl.
Daneben gab es Nachbildungen des Ferrari 250 LM und des SS 100.